# Hanna Reichel
Hanna Reichel (* 1984) ist eine deutsch-amerikanische evangelische Theologin und Hochschullehrerin Seit 2024 ist sie Professorin des Charles-Hodge-Lehrstuhls am Princeton Theological Seminary.

## Leben
Hanna Reichel ist das älteste Kind des Pfarrer-Ehepaars Jürgen und Maria Reichel. Beide Eltern waren im Auslandsdienst tätig, Jürgen Reichel auch für den Evangelischen Entwicklungsdienst und Evangelische Mission in Solidarität; Maria Reichel leitete ein Studentenwohnheim in München, war freischaffende geistliche Begleiterin, Pfarrerin in Kairlindach und begleitete zuletzt als Pfarrerin bis zum Ruhestand 2024 die Communität Casteller Ring auf dem Schwanberg. Hanna wuchs in verschiedenen Ländern auf, vor allem in Venezuela. Nach dem Abitur 2003 folgte ein Freiwilliges Soziales Jahr in Buenos Aires, Argentinien. Von 2004 bis 2011 studierte Reichel als Stipendiatin der Studienstiftung des Deutschen Volkes Evangelische Theologie und Wirtschaftswissenschaften in Bonn, Hagen, Beirut und Heidelberg. 2010 graduierte Reichel mit einem B.Sc. Wirtschaftswissenschaften, und 2011 folgte das Kirchliche Examen in der Evangelisch-Lutherischen Kirche in Bayern. 2012 ordinierte die Evangelische Landeskirche in Baden sie und beauftragte sie damit mit  der Verkündigung in Wort und Sakrament.
Hanna Reichel spezialisierte sich auf Systematische Theologie, von 2011 bis 2013 als Wissenschaftliche Mitarbeiterin am Lehrstuhl Dogmatik der Ruprecht-Karls-Universität Heidelberg bei Michael Welker und ab 2013 als Wissenschaftliche Mitarbeiterin am Seminar für Dogmatik und Religionsphilosophie der Martin-Luther-Universität Halle bei Dirk Evers. In Halle war Reichel auch Gleichstellungsbeauftragte der Theologischen Fakultät und Mittelbauvertreterin im Fakultätsrat der Theologischen Fakultät.
Seit 2018 lehrt und forscht Hanna Reichel am Princeton Theological Seminary in Princeton (New Jersey), zunächst als Associate Professor. Im Juni 2024 wurde Reichel als Full Professor auf den nach Charles Hodge benannten Lehrstuhl für Systematische Theologie berufen.
Seit der von Christoph Strohm angeregten und von Michael Welker betreuten Dissertation Theologie als Bekenntnis. Karl Barths kontextuelle Lektüre des Heidelberger Katechismus (2013/14, Summa cum laude) beschäftigt sich Reichel mit dem Werk Barths. Sie ist die Vorsitzende des Beratungsgremiums (advisory committee) für das Barth Center in Princeton. Reichels Forschungsschwerpunkte sind das dogmatische Konzept der Allwissenheit in der digitalen Überwachungsgesellschaft sowie theologische Methodologie in der heutigen Welt. Reichel ist Mitglied der American Academy of Religion, der Deutschen Gesellschaft für Religionsphilosophie, der Gesellschaft für Evangelische Theologie, der Karl-Barth-Gesellschaft und im Evangelischen Bund. 2019 war sie Mit-Gründerin und ist seither Mit-Herausgeberin von Cursor_ Zeitschrift für Explorative Theologie.
Hanna Reichel war Predigerin für den Abschlussgottesdienst beim Deutschen Evangelischen Kirchentag 2025 in Hannover. Aufgewachsen als evangelisch-lutherisch, ist Reichel heute Mitglied der Presbyterian Church  (U.S.A.).
Im Englischen bevorzugt Reichel heute (2024/25) die non-binären Pronomina they/them.

## Auszeichnungen
- 2015 Ernst-Wolf-Preis der Gesellschaft für Evangelische Theologie[7]
- 2015 Manfred Lautenschlaeger Award for Theological Promise[8]

## Werke
- (Hrsg., mit Tobias Habicht, Stefan Karcher): "zu schauen die schönen Gottesdienste des Herrn" - eine homiletische Festschrift zu Adolf Martin Ritters  Geburtstag. Heidelberg: Winter 2013 (= Impulse aus der Heidelberger Universitätskirche 4) ISBN 978-3-8253-6268-3
- Theologie als Bekenntnis. Karl Barths kontextuelle Lektüre des Heidelberger Katechismus (FSÖTh 149), Göttingen: Vandenhoeck & Ruprecht 2015 ISBN 978-3-525-56446-2
- Worldmaking knowledge: What the doctrine of omniscience can help us understand about digitization. In: Cursor_ Zeitschrift für Explorative Theologie, Heft 3 "Theologies of the Digital" (2020)
  - Teil 1 Digitalisat
  - Teil 2 Digitalisat
- After method: queer grace, conceptual design, and the possibility of theology Louisville: Westminster John Knox Press 2023 ISBN 978-0-664-26819-0